# Льолінгіт

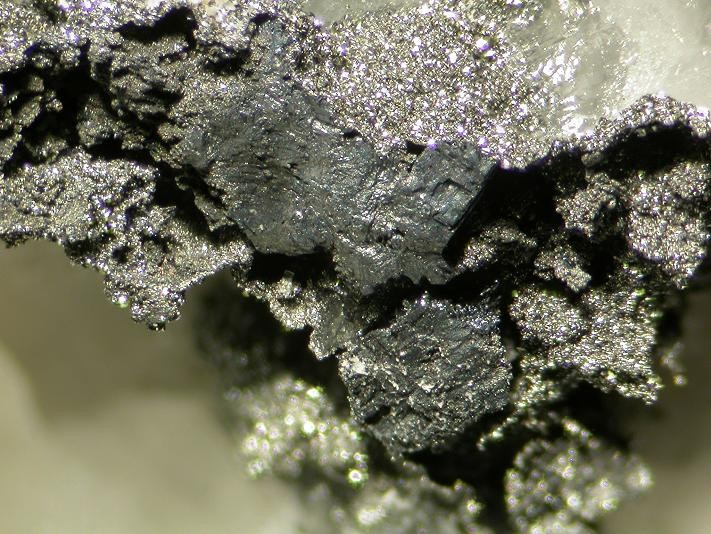
Лаутит і льолінгіт

Льолінгіт, льолінґіт — мінерал, арсенід заліза острівної будови. Назва походить від назви селища Льолінг в Австрії.

## Загальний опис
Хімічна формула: Fe[As2]. Містить (%): Fe — 27, 18; As — 72,82. Домішки: S, Sb, Co, Ni. Форми виділення: призматичні кристали, суцільні маси, кристалічні агрегати. Сингонія ромбічна. Густина 7,45. Твердість 5,0-6,0. Колір від сріблясто-сірого до сіро-сталевого. Блиск металічний. Риса сіро-чорна. Непрозорий. Крихкий. Злам нерівний. Добрий електропровідник. Вперше льолінгіт найдений в районі Льолінг-Ґеттенберґу (Австрія). Зустрічається в гідротермальних і контактово-метасоматичних родовищах. Асоціює з сидеритом, бісмутитом, нікеліном і баритом в жилах з кварцом. Широко відомі знахідки в Еренсфрідерсдорфі та Адреасберзі (ФРН), Фоссамі (Норвегія), Браш-Крік (штат Колорадо, США), округ Александер (штат Північна Кароліна, США). Джерело арсену. За назвою міста Льоллінґ (Каринтія, Австрія), W.K.Haidinger, 1845.

## Різновиди
Розрізняють:
- льолінгіт кобальтистий (різновид льолінгіту, який містить до 6 % Со);
- льолінгіт сірчистий (різновид льолінгіту, який містить до 6,73 % S);
- льолінгіт стибіїстий (різновид льолінгіту, який містить до 5,61 % Sb).